# Хронологія рекордів України з бігу на 200 метрів серед чоловіків
Рекорди України з бігу на 200 метрів визнаються Федерацією легкої атлетики України з-поміж результатів, які показали українські легкоатлети на відповідній дистанції на біговій доріжці стадіону, за умови дотримання встановлених вимог.

## Хронологія рекордів

### Ручний хронометраж
- Рекорди УРСР за ручним хронометражем на дистанції 200 метрів фіксувались впродовж всього періоду існування СРСР (до 1992 року), в тому числі й після 1976 року паралельно з фіксацією рекордів за автоматичним хронометражем.
- За часів незалежної України Федерація легкої атлетики України скасувала можливість реєстрації рекордів України на дистанції 200 метрів з часом, зафіксованим ручним хронометражем, лише наприкінці 2003.
- В першому стовпчику таблиці вказаний номер рекорду в хронологічному порядку. Відсутність такого номера навпроти відповідного результату означає, що він не був затверджений з певних причин як рекорд УРСР (України).

| | Час  | Атлет                    | Місто змагань | Дата змагань  | Примітки | Відео            |
| --- | ---- | ------------------------ | ------------- | ------------- | -------- | ---------------- |
| 1 | 26,2 | Жиляшкевич Київ          | Харків        | 12-15.08.1921 |          |                  |
| Всеукраїнська олімпіада, спортивний майданчик «Гельферіх-Саде», ф1: 1. Жиляшкевич 26,2. |      |                          |               |               |          |                  |
| 2 | 24,1 | Василь Калина Київ       | Харків        | 06.08.1922    |          |                  |
| |      |                          |               |               |          |                  |
| | 24,0 | Василь Калина Київ       | Москва        | 3-10.09.1922  |          |                  |
| I першість РРФСР, стадіон ТЛЛС (Товариства любителів лижного спорту), ф1: 1. Василь Калина 24,0. 2. Борис Фоміліант (Москва) 25,1. До 1945 року в УРСР діяло правило, яке унеможливлювало визнавати рекордами УРСР результати, які показали українські спортсмени поза межами УРСР. Через це показаний результат не був затверджений як рекорд УРСР. |      |                          |               |               |          |                  |
| 3 | 23,9 | Василь Калина Київ       | Харків        | 16.08.1923    |          |                  |
| |      |                          |               |               |          |                  |
| 4 | 23,8 | Марко Підгаєцький Харків | Харків        | 11.07.1924    |          |                  |
| Матчева зустріч УРСР-Фінляндія, спортивний майданчик заводу «Серп і молот», ф1: 1. Марко Підгаєцький 23,08. |      |                          |               |               |          |                  |
| 5 | 23,2 | Василь Калина Полтава    | Харків        | 14-25.08.1924 |          |                  |
| Республіканська спартакіада, ф1: 1. Василь Калина 23,2. |      |                          |               |               |          |                  |
| | 22,9 | Марко Підгаєцький Москва | Москва        | 01.08.1926    |          |                  |
| Рекорд СРСР. Марко Підгаєцький формально представляв Москву, а не Харків на цих змаганнях. Крім цього, показаний результат не був затверджений як рекорд УРСР, оскільки був показаний за межами УРСР. |      |                          |               |               |          |                  |
| 6 | 22,7 | Марко Підгаєцький Харків | Харків        | 09.07.1927    |          |                  |
| Рекорд СРСР |      |                          |               |               |          |                  |
| 7 | 22,6 | Марко Підгаєцький Київ   | Київ          | 20-24.06.1935 |          |                  |
| |      |                          |               |               |          |                  |
| 8 | 22,5 | Марко Воликов Харків     | Харків        | 28.07.1937    |          |                  |
| Чемпіонат УРСР, ф1: 1. Марко Воликов 22,5. |      |                          |               |               |          |                  |
| 9 | 22,3 | Іван Анисимов Харків     | Харків        | 24-30.08.1939 |          |                  |
| Чемпіонат СРСР, стадіон «Динамо», ф3: 1. Роберт Люлько (Ленінград) 21,9. 2. П. Абрамов (Москва) 22,1. 3. Іван Анисимов 22,3. |      |                          |               |               |          |                  |
| 10 | 22,1 | Іван Анисимов Київ       | Москва        | 02.08.1948    |          |                  |
| |      |                          |               |               |          |                  |
| 11 | 21,8 | Олександр Ярко Харків    | Харків        | 16.08.1949    |          |                  |
| Чемпіонат УРСР, ф1: 1. Олександр Ярко 21,8. |      |                          |               |               |          |                  |
| 12 | 21,7 | Тимофій Шевченко Одеса   | Нальчик       | 01.10.1953    |          |                  |
| XVI першість ВЦРПС, ф1: 1. Тимофій Шевченко 21,7. |      |                          |               |               |          |                  |
| 13 | 21,5 | Леонід Бартенєв Київ     | Нальчик       | 25.04.1955    |          |                  |
| |      |                          |               |               |          |                  |
| 14 | 21,4 | Леонід Бартенєв Київ     | Київ          | 13.07.1955    |          |                  |
| |      |                          |               |               |          |                  |
| 15 | 21,3 | Леонід Бартенєв Київ     | Варшава       | 03.08.1955    |          |                  |
| ІІ Міжнародні спортивні ігри молоді, Стадіон Войска польского, ф3: 1. Вацлав Янечек 21,2. 2. Едвард Шмідт 21,3. 3. Леонід Бартенєв 21,3. 4. Юрій Коновалов 21,3. 5. Борис Токарев 21,3. 6. Зеном Барановський 21,7. |      |                          |               |               |          |                  |
| 16 | 21,2 | Леонід Бартенєв Київ     | Загреб        | 24.09.1955    |          |                  |
| |      |                          |               |               |          |                  |
| 17 | 21,1 | Леонід Бартенєв Київ     | Київ          | 22.07.1956    |          |                  |
| |      |                          |               |               |          |                  |
| 18 | 21,0 | Леонід Бартенєв Київ     | Ташкент       | 14.10.1956    |          |                  |
| |      |                          |               |               |          |                  |
| 19 | 20,9 | Леонід Бартенєв Київ     | Київ          | 23.06.1957    |          |                  |
| Рекорд СРСР |      |                          |               |               |          |                  |
| 20 | 20,8 | Валерій Борзов Київ      | Нальчик       | 12.10.1968    |          |                  |
| Кубок СРСР, ф1: 1. Валерій Борзов 20,8. |      |                          |               |               |          |                  |
| 21 | 20,5 | Валерій Борзов Київ      | Київ          | 03.07.1970    |          |                  |
| Меморіал братів Знаменських, Центральний стадіон, ф1: 1. Валерій Борзов 20,5 (повторення рекорду СРСР). 2. Валентин Маслаков 21,0. 3. Л. Кржиж 21,2. 4. В'ячеслав Авсеєв 21,2. 5. Георге Замфіреску 21,3. 6. Володимир Михайлов 21,5. 7. Леонід Мікішев 22,0. Микола Трусов DNF. |      |                          |               |               |          |                  |
| 22 | 20,2 | Валерій Борзов Київ      | Москва        | 18.07.1971    |          |                  |
| Спартакіада народів СРСР, Центральний стадіон імені В. І. Леніна, ф1: 1. Валерій Борзов 20,2 (рекорд Європи та СРСР). 2. Олександр Жидких (Мінськ) 20,6. 3-4. Олексій Чебикін та Олександр Лебедєв (обидва — Москва) 21,0. 5. Федір Панкратов (Донецьк) 21,0. 6. Володимир Ловецький (Мінськ) 21,1. 7. Аскер Барчо (Москва) 21,2. 8. Олександр Корнелюк (Баку) 21,3.                                                                                                   |      |                          |               |               |          |                  |
| | 20,0 | Валерій Борзов Київ      | Мюнхен        | 04.09.1972    |          | Відео на YouTube |
| Див. 20,00. Оскільки в 1972 році результати, зафіксовані за автоматичним хронометражем, не вважались офіційними, час Валерія Борзова в олімпійському фіналі зазначався у довідниках також і як 20,0. Цей час офіційно вважався рекордом Європи (до 1977), СРСР та УРСР (до 1992). Проте, починаючи з 1992 статус рекорда України за ручним хронометражем був повернутий часу 20,2, який показав Валерій Борзов у 1971 році та зафіксованому саме ручним хронометражем. |      |                          |               |               |          |                  |

### Автоматичний хронометраж
Рекорди УРСР з бігу на 200 метрів за електронним хронометражем почали фіксуватись з 1977. На той момент найкращим результатом українців був час, який показав Валерій Борзов у фінальному забігу на Олімпійських іграх в Мюнхені. Цей результат і був визнаний першим рекордом УРСР. Він продовжує бути рекордом України сьогодні.
| | Час   | Атлет               | Місто змагань | Дата змагань | Примітки | Відео            |
| --- | ----- | ------------------- | ------------- | ------------ | -------- | ---------------- |
| 1 | 20,00 | Валерій Борзов Київ | Мюнхен        | 04.09.1972   |          | Відео на YouTube |
| Олімпійські ігри, Олімпійський стадіон, ф1 (0,0 м/с): 1. Валерій Борзов 20,00. 2. Ларрі Блек 20,19. 3. П'єтро Меннеа 20,30. 4. Ларрі Бертон 20,37. 5. Чак Сміт 20,55. 6. Зігфрід Шенке 20,56. 7. Мартін Єллінгхаус 20,65. 8. Ганс-Йоахім Ценк 21,05. |       |                     |               |              |          |                  |
| 52 роки, 205 днів від дати встановлення |       |                     |               |              |          |                  |

## Фото
|                                                                  |
| Василь Калина (перший зліва) та Марко Підгаєцький (другий зліва) |

|                 |
| Леонід Бартенєв |

|                |
| Валерій Борзов |

|                                                                                    |
| Фініш Валерія Борзова на 200 метрах, Меморіал братів Знаменських, 03.07.1970, Київ |

|                                                                                   |
| Фініш Валерія Борзова на 200 метрах, Спартакіада народів СРСР, 18.07.1971, Москва |